# Warrington (Floryda)
Warrington – jednostka osadnicza w Stanach Zjednoczonych, w stanie Floryda, w hrabstwie Escambia.